# Daniela Bobadilla
Daniela Bobadilla (Città del Messico, 4 aprile 1993) è un'attrice canadese, di origine messicana attiva soprattutto per la televisione.

## Filmografia

### Cinema
- Ferdinand, regia di Carlos Saldanha (2017) - voce

### Televisione
- Smallville - serie TV, episodio 8x15 (2009)
- Supernatural - serie TV, episodio 5x12 (2010)
- Lie to Me - serie TV, episodio 3x02 (2010)
- Desperate Housewives - serie TV, episodi 8x11-8x12 (2012)
- Awake  - serie TV, 6 episodi (2012)
- Anger Management  - serie TV, 55 episodi (2012-2014)
- Emily Owens, M.D. - serie TV, episodio 1x03 (2012)
- Big Time Rush - serie TV, episodio 4x05 (2013)
- Pericolo in classe (The Cheating Pact), regia di Doug Campbell – film TV (2013)
- The Night Shift - serie TV (2014)
- Perfect High, regia di Vanessa Parise – film TV (2015)
- Le mamme della sposa  (Mothers of the Bride), regia di  Sam Irvin – film TV (2015)
- The Middle – serie TV, 26 episodi (2016-2018)

## Doppiatrici italiane
Nelle versioni in italiano delle opere in cui ha recitato, Daniela Bobadilla è stata doppiata da:
- Elena Bedino in Anger Management
- Lucrezia Marricchi in The Middle